# Pilar de 5 aixecat per sota
El pilar de 5 aixecat per sota és un castell que es realitza de forma inversa a l'habitual, afegint i desmuntant els pisos per sota l'estructura. Aquesta estructura permet emprar enxanetes molt lleugeres de pes (o molt petites) de tal forma que es vagin acostumant a l'alçada dels castells.